# Lac de Ribnica
Pour les articles homonymes, voir Ribnica.
Le lac de Ribnica (en serbe cyrillique : Рибничко језеро, et en serbe latin : Ribničko jezero) est un lac de Serbie.

## Géographie
Le lac de Ribnica est situé sur les monts Zlatibor, à l'ouest de la Serbie centrale et dans la municipalité de Cajetina. Il se trouve à 8 km de la ville de Kraljeve Vode, encore appelée Zlatibor, le centre touristique de ce massif. Il se trouve sur la route qui conduit au mont Tornik puis au monastère d'Uvac. Ses coordonnées géographiques sont les suivantes : 43° 40′ 56″ N, 19° 40′ 37″ E. Il couvre une superficie d'environ 10 km2,.

## Caractéristiques
Le lac de Ribnica est un lac artificiel, formé en 1971 suite de la construction d'un barrage sur le Crni Rzav, le « Rzav noir », un des bras du Rzav de Zlatibor ; ce barrage a comme fonction d'alimenter en eau potable les villes de Kralje Vode (Zlatibor) et Čajetina. Le lac abonde en poissons, notamment le goujon, la truite, la tanche et le silure.